# Horst Brückner (Ingenieur)
Karl Horst Brückner (* 3. Oktober 1903 in Dresden; † 15. November 1958 in Trostberg, Oberbayern) war ein deutscher Ingenieur, Chemiker und Hochschullehrer.

## Leben
Er war der Sohn des Büroassistenten Karl Max Brückner aus Dresden und dessen Ehefrau Frida Wella Brückner geborene Thielemann. Nach dem Schulbesuch studierte er und wurde dann zum Dr.-Ing. promoviert.
Im Jahr 1933 wurde ihm als Abteilungsleiter am Gasinstitut der Technischen Hochschule Karlsruhe der Lehrauftrag über Chemie und Technik der „flüssigen Brennstoffe“ erteilt. Als solcher war er maßgeblich an der Ausbildung von Ingenieuren für die Gasindustrie und die eng verwandte Koksindustrie beteiligt.
Neben der Brennstoff- und Kokereitechnik gehörte die Brennstoffchemie und vor allem die Gasindustrie zu den Forschungsbereichen von Brückner, zu denen er mehrfach publizierte. Sein wichtigstes Werk war die Herausgabe des aus sieben bestehende „Handbuch der Gasindustrie“.
Der Reichsminister für Wissenschaft, Erziehung und Volksbildung verlieh ihm am 23. Juli 1940 die Lehrbefugnis für Chemische Technik, insbesondere Chemie der Brennstoffe. Gleichzeitig wurde er in das Beamtenverhältnis berufen und zum Dozenten an der Fakultät für Chemie der Technischen Hochschule Karlsruhe ernannt. Am 30. Juni 1942 endete seine Lehrtätigkeit an der Hochschule durch die Einberufung zur Wehrmacht.

## Schriften (Auswahl)
- Katalytische Reaktionen in der organisch-chemischen Industrie. Th. Steinkopff, Dresden 1930.
- Technische Gase und deren Eigenschaften. Teil 1 Gastafeln. Oldenbourg, München, Berlin 1937.
- Technische Gase und deren Eigenschaften. Teil 2 Sonstige technische Gase. Oldenbourg, München, Berlin 1937.
- (Hrsg.): Handbuch der Gasindustrie., Bände 1–7. R. Oldenbourg, München, Berlin 1938–1952, Neuauflage 2025.